# Teater Rostock
Teater Rostock är en Stockholmsbaserad humorgrupp som startades 2002 av Ada Berger, Eva Johansson, Louise Löwenberg och Maja Salomonsson. 
Gruppen har bland annat uppträtt på Teater Pero (Stockholm), Inkonst (Malmö), Mosebacke (Stockholm), Victoriateatern (Malmö), Dramalabbet (Stockholm) samt i Sveriges Radio och SVT. 2005 satte gruppen upp humorföreställningen Det andra benet tillsammans med "De blonda" från Varanteatern.
Teater Rostock spelar även på beställning av enskilda uppdragsgivare. Bland tidigare uppdragsgivare återfinns: Kön spelar roll, Röda Korset, RKUF, Rädda Barnen, Rädda Barnens ungdomsförbund, Länsstyrelsen, Nordiska Ministerrådet, Kvinnoforum, Växjö universitet, Södertörns högskola m.fl.